# The Corrs – Live
The Corrs - Live er et livealbum af det irske folkrockband The Corrs, som blev udgivet i 1997 og indeholder live og akustiske versioner af deres sange. Det blev kun udgivet i Japan. Dog blev albummet udgivet som en bonus-cd med The Corrs' tidligere album Forgiven, Not Forgotten i Australien i 1996. En anden version af albummet er blevet udgivet i Europa med et andet omslag og andre sange.

## Spor

### Japansk/australsk version
1. "Runaway" (live)
2. "Secret Life" (live)
3. "Toss The Feathers" (live)
4. "Forgiven, Not Forgotten" [acoustisk]
5. "The Right Time" [acoustisk]
6. "Rainy Day" (Non LP bonus track)
7. "The Right Time" [Radio Edit] [Dance Remix]

### Europæisk version
1. "Leave Me Alone" (Live)
2. "The Right Time" (Live)
3. "Runaway" (Live)
4. "Secret Life" (Live)
5. "Someday" (Live)
6. "Love To Love You" (Live)
7. "Toss The Feathers" (Instrumental - Live)